# Каффарелли, Просперо
Просперо Каффарелли (итал. Prospero Caffarelli; 1593, Рим, Папская область — 14 августа 1659, там же) — итальянский куриальный кардинал. Губернатор Перуджи и Умбрии с 19 января 1621 по 21 февраля 1622. Генеральный аудитор Апостольской Палаты с 15 сентября 1644 по 2 марта 1654. Кардинал-священник со 2 марта 1654, с титулом церкви Сан-Каллисто с 23 мая 1654 по 14 августа 1659.